# Штрандман, Густав Густавович
Густав Густавович Штрандман (нем. Gustav Ernst von Strandmann; 1742—1803) — генерал от инфантерии Русской императорской армии (1798). В 1789—1798 гг. начальник Сибирской инспекции, командующий войсками на Сибирских линиях (фактически — царский наместник в Сибири). Отец генерала от кавалерии Карла Густавовича Штрандмана (1787—1855). Старший брат генерала от инфантерии Отто Густавовича Штрандмана (1746—1827).

## Биография
Происходил из остзейского дворянства. Родился 2 (13) декабря 1742 года в лифляндской усадьбе Сермус в семье капитана Густава фон Штрандмана (1704—1778) и Кристины Элеоноры, урождённой фон Гиршгейд (1716—1783). Получив первоначальное домашнее воспитание, 13 марта 1757 году был помещён в Шляхетский сухопутный кадетский корпус, где 10 апреля 1761 г. произведён в капралы, а 18 мая того же года в подпрапорщики; 6 марта 1762 г. выпущен из корпуса капитаном в Вологодский пехотный полк. В 1763—1765 г. Штрандман находился в Польше.
С открытием Турецкой кампании 1769 г. Штрандман в рядах Вологодского полка был послан в Азов, который по условиям Белградского мира (1732 г.) сделался пограничным городом между Россией и Турцией. Найдя город в полуразрушенном состоянии, русские деятельно принялись за исправление крепости и возведение укреплений и батарей на случай вторжения неприятеля. Одна из первых батарей на Каланче (рукав Дона) была возведена Штрандманом. В октябре все крепостные сооружения были приведены в довольно хорошее состояние и всё приспособлено к сильной обороне. 2 октября Штрандман был произведён в секунд-майоры и переведён в Елецкий полк, а 25 февраля 1770 г. — в премьер-майоры, с назначением в Воронежский пехотный полк, который в числе других войск 2-й армии под предводительством графа Панина предназначался для овладения крепостью Бендерами. Прибыв к Бендерам в июле месяце, русские расположились лагерем на большой возвышенности и приступили к правильной осаде крепости, которая продолжалась до середины сентября, когда, наконец, граф Панин решился на штурм, назначенный на 16 сентября. Штрандман, командуя гренадерскими ротами, одним из первых проник в крепость по штурмовым лестницам и по приказанию Каменского пошёл атаковать последний из оставшихся у турок бастион. Взявши с боя бастион и заняв его частью отряда, он бросился преследовать неприятеля, спешившего укрыться в замке. Между отступающими были сераскир, ага янычар и много пашей. С трудом продержавшись до следующего дня, турки выставили белый флаг и просили позволения сдаться на капитуляцию. Штрандман отправился в замок для переговоров с сераскиром, затем, выбрав депутацию, отправил её к Каменскому, который тотчас же прибыл и принудил неприятеля к быстрой капитуляции. За штурм Бендер Штрандман был награждён 1 ноября 1770 года орденом св. Георгия 4-й степени за № 54
За отличное мужество при штурмовании Бендерской крепости, на которую был первым вступившим по лестницам, с храбростию предводительствовал своею командою, отнимая у неприятеля бастионы, батареи и улицы
В апреле и мае 1771 года Штрандман под командой Долгорукова был в движении к Перекопу, в июне участвовал в атаке Перекопской линии и взятии крепости Перекопа, в тяжёлом походе из Перекопа в Козлов и в многочисленных стычках с татарами, а в июле месяце в движении к Кинбурну.
В октябре того же года Штрандман был переведён в Брянский полк и по распоряжению кригс-комиссии назначен в летучие отряды, а 22 октября произведён в подполковники; затем в ноябре месяце переведён в 17-ю полевую команду, а по расформировании полевых команд в драгунские полки в 1774 года — назначен в Шлиссельбургский полк. В следующем 1775 г. Штрандман был переведён в Вятский полк, а в 1778 г. произведён в полковники, с назначением командиром Томского полка.
В мае 1779 года он был в движении к Моздокской линии; в июле участвовал в перестрелке с черкесами у крепости Павловской, в сентябре находился при захвате неприятельского лагеря на берегу p. Малки; в ноябре в походе на Баксан и при заключении мира с горцами, по которому границей между Россией и Кабардой стали считаться реки: Малка и Терек. В декабре следующего 1780 г. Штрандман, по собственному желанию, перевёлся из Томского полка в Сибирский.

### Управление Сибирью
Генерал-майор Штрандман с 4 марта 1787 года был назначен командиром Сибирской дивизии на пограничной китайской линии, простиравшейся в районе его командования на 1200 верст. Он занимал эту должность до 5 апреля 1789 года, когда вступил в управление Сибирским краем, совместно с командованием войсками оного. Управляя Сибирью в течение 13 лет, Штрандман оставил несколько небезынтересных проектов и записок, касавшихся устройства и состояния этого обширного богатого края и в своё время доводившихся им до высочайшего сведения. Продолжительное пребывание в Сибири дало ему полную возможность проследить все отрасли жизни, быта, естественных богатств, промышленности и торговли края, в котором он, между прочим, открыл и разработал несколько новых серебряных, медных и железных рудонахождений, проложил много новых торговых дорог, воздвиг несколько храмов и устроил на пограничной китайской линии 48 редутов для обеспечения примыкавших к ней поселений. Для последних работ, по просьбе Штрандмана, стали употреблять колодников.
Штрандман сильно способствовал развитию сношений Западной Сибири с азиатскими соседями; это вызвало необходимость учреждения новых пограничных судов (в Петропавловской крепости и в Бийске) и увеличения числа толмачей на Сибирской линии. В 1797 года, по настоянию Штрандмана, были командированы в Бухару, под охраной казаков, чиновники с письмами к владельцам, находившимся по пути следования. Достигнув Бухары, русские принуждены были вернуться, так как дальше в Ташкент их не допустили, тем не менее сношения с бухарцами и киргизами с этого времени участились. Беспрестанные междоусобия среди киргизов, грабежи, ими производимые, и воровство скота и лошадей очень затрудняли русских торговцев и озабочивали царское правительство. Открытие пограничных судов в Петропавловске и Бийске мало помогало делу.

### Последние годы
После вступления на престол Павла Петровича Штрандман был 3 декабря 1796 года назван шефом Ширванского полка. Произведён в генералы от инфантерии 14 марта 1798 г., но уже приказом 18 марта был лишён шефства Ширванского мушкетёрского полка, куда вместо него был определён генерал-майор князь Горчаков, с поручением ему инспекции Сибирской дивизии, а над Штрандманом велено было произвести суд. Из приказа от 19 марта 1800 года («А дело вздорное, а Штрандман и Юргенец уже не в службе»), видно, что Штрандман к этому времени был уже уволен от службы.
В отставке жил в своих имениях в Лифляндской и Эстляндской губерниях; скончался 30 ноября (12 декабря) 1803 года; был похоронен в родовом поместье Шлосс-Лел Эстляндской губернии.

## Сочинения

### Мемуары
После Штрандмана остался обширный собственноручно им написанный на немецком языке дневник, который обнимает события с 1763 года по октябрь 1800 года. Военно-исторические, политические и иные обстоятельства его времени перемешиваются в этих записках с личными, бытовыми и семейными его воспоминаниями, причём автор нередко уделяет место и характеристике лиц (от высших до низших), с которыми ему приходилось иметь служебные и частные отношения. Первый период записок посвящён событиям похода на Азов, второй осаде Бендер и Очакова и третий жизни и деятельности в Сибири. Всё это сопровождается собственноручно черченными планами и картами.
Фрагменты записок Штрандмана были опубликованы в «Русской старине» (1882, № 5; 1884, № 7 и 8); также фрагмент текста, посвящённый Кавказу, был напечатан в сборнике «Кавказская война: истоки и начало» (СПб., 2002).

### Записка о развитии Сибири и расширении азиатских границ
В записке о нуждах Сибири, поданной императору Александру I 13 декабря 1801 года, Штрандман распространялся о необходимости учреждения правительства в казахской степи; при этом он заявлял, что и сами киргизы (т. е. казахи) желали бы учреждения в их среде сильной власти. Штрандман полагал лучшим исходом в этом деле возвращение власти Вали-хану, посылкой ему отряда в 50 казаков. Вали-хан с начальником этого отряда, а также с 4 или 5 киргизскими султанами разбирал бы споры, но в важных случаях решение вопросов должно было бы восходить к начальнику дивизии. Для «большого приохочения» Вали-хана и старшин к той роли, к которой предназначал их Штрандман, он признавал нужным определить им жалованье по 50 р. в год и выдавать каждому по 50-ти пудов муки.
В этой записке Штрандман едва ли не первым указал на выгоды и необходимость присоединения к России pеки Амура для торговли с Японией, Америкой и Ост-Индией. Кроме того, свободное плавание по Амуру ускорило и удешевило бы доставку провианта и припасов в Охотск и Камчатку, облегчая население от тяжести выставления подвод. Штрандман придавал такое серьёзное значение Амуру, что находил нужным отнять его у китайцев силой, если они не уступят добровольно свободное плавание по реке Амуру. «По моему мнению, — говорил он, — вознесёт исполнение сего плана Россию на высочайшую степень славы и величия». Относительно торговли русских с китайцами, производимой только в Кяхте, Штрандман предлагал распространить её и на другие пункты; наиболее подходящим, по его мнению, местом является устье реки Назыма, при впадении в неё реки Иртыша на китайской границе; это сократило бы путь до Москвы на 3000 вёрст и позволило бы избежать опасной переправы через Байкал. Эта «Записка» была напечатана в журнале «Русская старина» в 1879 г. (№ 1).

## Семья
Был женат с 1774 года на Луизе фон Икскуль-Гильденбанд (19.07.1753—25.04.1776). Их дочь Кристина Луиза (14.04.1776—21.02.1836) с 8 апреля 1796 года была в замужем за Отто Густавом Брюммером.
Овдовев, 10 октября 1784 года женился на Шарлотте Штакельберг (05.03.1767—07.03.1842). В этом браке имел шесть детей (ещё трое скончались во младенчестве):
- Вильгемина (29.11.1785—02.07.1813), замужем за Константином Унгерн-Штернбергом (?—1836)
- Карл (17.03.1787—27.03.1855), генерал от кавалерии
- Шарлотта-Анна (24.03.1790—24.04.1866), с 15 января 1810 года замужем за Хельфрихом (?—1871)
- Густав (1794—22.01.1813)
- Ольга (12.08.1796—07.12.1861), замужем за  К. Ф. Толем
- Николай Отто (1797—1818)